# Özlem Kaya (natation)
Pour les articles homonymes, voir Özlem Kaya.
Özlem Kaya, née Baykız le 25 février 1992 à Kahramanmaraş, est une nageuse handisport turque.
Elle est médaillée de bronze du 100 mètres nage libre en catégorie S6 aux Championnats d'Europe de 2011 à Berlin.